# 三宝屯站
三宝屯站是位于吉林省长岭县三宝屯的一个铁路车站，邮政编码131533。车站建于1967年，有平齐铁路经过该站，现不办理客货运业务，车站及其上下行区间均未电气化。车站距离四平站222公里，隶属哈尔滨铁路局，是五等站。